# John Ball (écrivain)
Pour les articles homonymes, voir John Ball et Ball.
Œuvres principales
- Dans la chaleur de la nuit (1965)

John Ball, né le 8 juillet 1911 à Schenectady, État de New York et mort le 15 octobre 1988 dans le quartier de Encino à Los Angeles, est un écrivain américain, surtout connu pour ses romans policiers mettant en scène l’enquêteur noir Virgil Tibbs (en), incarné à trois reprises au cinéma  par Sidney Poitier, notamment dans le film Dans la chaleur de la nuit (1967) de Norman Jewison.

## Biographie
Né dans l'État de New York, il est élevé à Milwaukee, dans le Wisconsin, où il fait ses études supérieures et obtient un baccalauréat en littérature. Durant la Seconde Guerre mondiale, il sert dans l'aviation en tant que pilote, puis instructeur avec le grade de lieutenant-colonel. À la fin du conflit, il est brièvement pilote dans l'aviation civile, puis travaille dans le milieu du disque pour la firme Columbia Records. Il publie alors des ouvrages à l'usage des discophiles.  Il devient alors critique musical et commentateur à la radio, puis éditorialiste pour un journal de New York.
Il amorce sa carrière littéraire à l'aube des années 1960 en publiant des récits de science-fiction pour les adolescents et pour adultes.  En 1965, il s'essaie au roman policier avec Dans la chaleur de la nuit, où apparaît l'enquêteur Virgil Tibbs, désormais indissociable de sa célébrité.  Ce premier roman connaît en effet un éclatant succès public et remporte l'Edgar du meilleur premier roman 1966 de la Mystery Writers of America et le Gold Dagger Award du meilleur roman étranger 1966 décerné par la Crime Writers' Association britannique.  Virgil Tibbs, un policier noir dans la mi-trentaine, est le meilleur enquêteur criminel de la police de Pasadena en Californie. Issu du Sud profond, il a connu pendant sa jeunesse l'hostilité raciale extrême. Il a néanmoins persévéré dans ses études pour s'inscrire à l'Université de Californie d'où il est sorti avec un diplôme en poche. Embauché par la police de Pasadena, il attend cinq ans qu'on lui confie une première enquête. Au début de Dans la chaleur de la nuit, il est maintenant accepté de la plupart de ses collègues, mais alors qu'il est de passage dans une petite localité de la Caroline du Sud, il est inculpé comme premier suspect dans une histoire de meurtre. Quand il décline sa profession devant le chef de police raciste, c'est la stupeur générale.  Pendant l'enquête qui se déroule dans un cadre qui rappelle les univers romanesques de Erskine Caldwell et de William Faulkner, le Blanc raciste et le Noir cultivé sont amenés à collaborer. La série avec Virgil Tibbs se poursuit dans six romans et quelques nouvelles.
John Ball a également donné quelques romans littéraires et une seconde série policière, ayant pour héros Jack Tallon, le chef de police d'une petite ville de l'État de Washington, qui n'a pas rencontré un succès équivalent à la série Virgil Tibbs.

## Œuvre

### Romans

#### SérieVirgil Tibbs
- In the Heat of the Night (1965) Publié en français sous le titre Nuits chaudes, Paris, Presses de la Cité, Un mystère no 752, 1966 ; réédition sous le titre Dans la chaleur de la nuit, Paris, Pocket no 585, 1968 ; réédition sous ce dernier titre dans la même traduction revue et complétée, Paris, Librairie des Champs-Élysées, coll. Le Masque no 2091, 1992 Publié en français dans une traduction tronquée sous le titre Par une chaude nuit d’été, Paris, Librairie des Champs-Élysées, Le Masque no 1625, 1980
- The Cool Cottontail (1966)
- Johnny Get Your Gun ou Death for a Playmate (1969)
- Five Pieces of Jade (1972)
- Eyes of the Buddha (1976)
- Then Came Violence (1980)
- Singapore (1986)

#### SérieJack Tallon
- Police Chief (1977)
- Trouble for Tallon (1981)
- Chief Tallon and the S.O.R. (1984)

#### Autres romans policiers
- The First Team (1971)
- Mark One : The Dummy (1974)
- The Killing in the Market (1978), en collaboration avec Bevan Smith
- The Murder Children (1979)

#### Romans de littérature d’enfance et de jeunesse
- Operation Springboard (1958)
- Spacemaster I (1960)
- Judo Boy (1964)
- Arctic Showdown (1966)

#### Autres romans
- Rescue Mission (1966)
- Miss One Thousand Spring Blossoms (1968)
- Last Place Out (1970)
- The Forteenth  Point (1973)
- The Winds of Mitamura (1975)
- Phase Three Alert (1977)
- The Kiwi Target (1989)
- The Van (1989)

### Nouvelles

#### Nouvelles de la sérieVirgil Tibbs
- One for Virgil Tibbs (1976)
- Virgil Tibbs and the Cocktail Napkin (1977)
- Good Evening, Mr. Tibbs (1977) Publié en français sous le titre Bonsoir, Monsieur Tibbs, dans Histoires à mourir debout, Paris, Gallimard, Série noire no 2177, 1989
- Virgil Tibbs and the Fallen Body (1978)

#### Autres nouvelles
- The Six Armando (1955)
- The Case of the Elderly Actor (1959)
- The Ripe Moment (1968)
- The Man Who Liked Basketball (1977)
- Fido (1978)
- Full Circle (1980)
- Appointment with the Governor (1980)

#### Autres publications
- The Phonograph Record Industry (1947)
- Records for Pleasure (1947)
- Edwards: Flight Test Center of the U.S.A.F. (1962)
- Dragon Hotel (1969), guide de voyages
- Ananda, Where the Yoga Lives (1982)

## Adaptations

### Au cinéma
- 1967 : Dans la chaleur de la nuit de Norman Jewison, avec Sidney Poitier et Rod Steiger.
- 1970 : Appelez-moi Monsieur Tibbs de  Gordon Douglas, avec Sidney Poitier et Martin Landau.
- 1971 : L'Organisation de Don Medford, avec Sidney Poitier et Barbara McNair.

### À la télévision
- 1988 : Dans la chaleur de la nuit, 1 pilote de 90 minutes et 144 épisodes de 44 minutes, diffusés de 1988 à 1992 sur NBC.

## Prix et distinctions
- Edgar du meilleur premier roman 1966 pour Dans la chaleur de la nuit
- Gold Dagger Award du meilleur roman étranger 1966 pour Dans la chaleur de la nuit